# 斑拟䳍
斑拟䳍（学名：Nothura maculosa），是䳍形目䳍科的一种鸟类。

## 特征
斑拟䳍体重约257.48克，翼长约124.1毫米，嘴峰长约19.7毫米，喙宽度约5.8毫米，喙厚度约5.2毫米，跗蹠长约34.7毫米，尾长约42.5毫米。斑拟䳍在其分布区内为留鸟，其栖息在半开放的草原环境中，食性为草食性。

## 亚种
- ：分布于巴西东北部（南塞阿拉州）。
- ：分布于巴西中东部内陆地区（米纳斯吉拉斯州、戈亚斯州和巴伊亚州）。
- ：分布于巴拉圭西北部的查科地区。
- ：分布于巴拉圭中部和阿根廷中北部。
- ：分布于巴西东南部至巴拉圭东部、乌拉圭和阿根廷东北部。
- ：分布于阿根廷西北部潮湿的查科草原。
- ：分布于阿根廷东部的潮湿草原。
- ：分布于阿根廷西南部的安第斯山麓（内乌肯省至丘布特省）。
- ：分布于阿根廷中南部平原（内格罗河至内乌肯省东南部）。[4]